# Ligota Toszecka
Ligota Toszecka (niem. Ellguth-Tost) – wieś sołecka w Polsce położona w województwie śląskim, w powiecie gliwickim, w gminie Toszek.
W latach 1975–1998 miejscowość administracyjnie należała do województwa katowickiego.

## Przysiółki
Przysiółki należące do wsi Ligota Toszecka:
- Kopanina
- Laura
- Zalesie

## Nazwa
Zgodnie z ówczesnymi prawami osadniczymi słowo: lgota – ulga, oznaczało nową wieś, wolną przez określony czas od podatków. Nazwy tego typu występują na południu Polski i na Morawach.
W księdze łacińskiej Liber fundationis episcopatus Vratislaviensis (pol. Księga uposażeń biskupstwa wrocławskiego) spisanej za czasów biskupa Henryka z Wierzbna w latach 1295–1305 miejscowość wymieniona jest w zlatynizowanej formie Elgotha Goczhalti.

## Historia
Wieś należała do klucza dóbr toszeckich. Na zachodzie od niej znajdują się przysiółki Kopanina i Laura, a nad potokiem przysiółek Utrata, w którym na początku XIX wieku był czynny wielki piec.

## Turystyka
Przez wieś przebiega szlak turystyczny:
- – Szlak Stulecia Turystyki